# Gnaphosoidea
Die Gnaphosoidea sind eine Überfamilie der Echten Webspinnen (Araneomorphae). Gemeinsames Merkmal ist hauptsächlich das sehr abgeflachte und meist länglich-ovale hintere Augenpaar. Über die Lebensweise und Systematik der meisten der über 2000 Arten ist wenig bekannt. Nach Abschluss weiterer Forschungen könnte sich die systematische Abgrenzung dieser Überfamilie zusammengefassten Spinnenfamilien verschieben. 

## Systematik und Verbreitung
Die Überfamilie umfasst sieben Familien:
- Ammoxenidae
- Cithaeronidae
- Gallieniellidae
- Plattbauchspinnen (Gnaphosidae)
- Lamponidae
- Trochanteriidae

Die Glattbauchspinnen (Gnaphosidae) stellen mit 116 Gattungen die größte Familie innerhalb der Gnaphosoidea dar. In Mitteleuropa sind aus der Überfamilie nur Vertreter der Glattbauchspinnen verbreitet.
Alle anderen Familien bewohnen vorwiegend die Bodenschicht. Diese Familien haben (mit Ausnahme der Cithaeronidae und der Ammoxenidae) ihren Verbreitungsschwerpunkt in Australien, Tasmanien, Neukaledonien und Neuseeland und einige sind wahrscheinlich in Australasien endemisch. Ihr Ausbreitungsvermögen scheint sehr gering zu sein, sodass sie vielleicht für die Bioindikation interessant sein könnten.